# جوني تاكاكي
جوني تاكاكي (باليابانية: 高木 純平) (1 سبتمبر 1982 في كوماموتو في اليابان – )؛ هو لاعب كرة قدم ياباني سابق كان يلعب كلاعب وسط.

## وصلات خارجية
- جوني تاكاكي على موقع رابطة كرة القدم اليابانية للمحترفين (اليابانية)
- جوني تاكاكي على موقع قاعدة بيانات كرة القدم.إي يو (الإنجليزية)
- جوني تاكاكي على موقع Soccerway.com (الإنجليزية)
- جوني تاكاكي على موقع عالم كرة القدم.نت (الإنجليزية)